# ليو رودريغيز
ليو رودريغيز (بالبرتغالية: Leo Rodriguez‏) هو مغني برازيلي، ولد في 10 فبراير 1991 في Descalvado ‏ في البرازيل.